# Live Earth
Live Earth er navnet på en række pop/rock-koncerter, som fandt sted lørdag d. 7. juli 2007 for at skabe opmærksomhed omkring den globale opvarmning. Paraplyorganisationen bag begivenheden er en ny global bevægelse under navnet Save Our Selves (SOS).
Intentionen var at præsentere syv koncerter på den samme dag – en koncert på hver af Jordens syv kontinenter. Planer om koncerterne blev annonceret til en mediebegivenhed i Los Angeles 15. februar 2007 af den tidligere amerikanske vicepræsident Al Gore og andre kendis-aktivister. Inspirationen til at promovere sagen ved brug støttekoncerter kommer fra mange lignende begivenheder de sidste 25 år, bl.a. Live Aid-koncerterne 1985, Live 8-koncerterne og Amnesty Internationals 1988 Human Rights Now! World Tour.

## Koncerterne
Organisatorene havde i sinde at fremføre koncerter på alle de syv kontinenter inklusiv Antarktis. Organisatorene har udtalt at "the venues will utilize on-site power generation, efficient methods of energy utilization and sustainable facilities management in an effort to minimize environmental impact".

### Afrika
- Coca Cola Dome, Randburg nær Johannesburg, Sydafrika

### Nordamerika
- Giants Stadium, East Rutherford, New Jersey, Usa
- National Mall, Washington D.C., Usa

### Sydamerika
- Copacabana Beach, Rio de Janeiro, Brasilien

### Asien
- Makuhari Messe, Chiba (nær Tokyo), Japan
- To-ji, Kyoto, Japan
- Oriental Pearl Tower, Shanghai, Kina

### Australien
- Aussie Stadium, Moore Park, Sydney, Australien

### Europa
- Wembley Stadium, London, England
- HSH Nordbank Arena, Hamburg, Tyskland

### Antarktis
- Rothera Research Station

## Start tider
Koncerterne er sorteret i tid UTC
| Sted                                         | Lokal start tis | UTC start tis |
| -------------------------------------------- | --------------- | ------------- |
| Sydney, Australien (Aussie Stadium)          | 11:10 7/7       | 01:10 7/7     |
| Chiba, Japan (Makuhari Messe)                | 12:00 7/7       | 04:00 7/7     |
| Shanghai, Kina (Oriental Pearl Tower)        | 19:00 7/7       | 11:00 7/7     |
| Hamburg, Tyskland (HSH Nordbank Arena)       | 14:00 7/7       | 12:00 7/7     |
| London, England (Wembley Stadium)            | 13:30 7/7       | 12:30 7/7     |
| Kyoto, Japan (To-Ji Temple)                  | 23:00 7/7       | 14:00 7/7     |
| Washington, D.C. (National Mall)             | 10:30 7/7       | 14:30 7/7     |
| Johannesburg, Syd Afrika (Coca Cola Dome)    | 18:00 7/7       | 16:00 7/7     |
| Rio de Janeiro, Brasilien (Copacabana Beach) | 16:00 7/7       | 19:00 7/7     |
| East Rutherford, New Jersey (Giants Stadium) | 14:30 7/7       | 19:30 7/7     |
| Rothera Research Station, Antarktis          |                 |               |

## Optræden

### Wembley Stadium(England)
- The S.O.S. Allstars
- Genesis
- Razorlight
- Snow Patrol
- Damien Rice & David Gray
- Kasabian
- Paolo Nutini
- Black Eyed Peas
- John Legend
- Duran Duran
- Red Hot Chili Peppers
- Bloc Party
- Corinne Bailey Rae
- Terra Naomi
- Keane
- Metallica
- Spinal Tap
- James Blunt
- Beastie Boys
- Pussycat Dolls
- Foo Fighters
- Madonna

Præsentere:
- Alan Carr
- Boris Becker
- Chris Moyles
- David Tennant
- Eddie Izzard
- Gerard Butler
- Geri Halliwell
- Chris Rock
- Jonathan Ross
- June Sarpong
- Kyle MacLachlan
- Ryan Bonifacino
- Ricky Gervais
- Rob Reiner
- Russell Brand
- Terence Stamp

### Giants Stadium(East Rutherford, New Jersey,Usa)
- Kenna
- KT Tunstall
- Taking Back Sunday
- Keith Urban med special gæst Alicia Keys
- Ludacris
- AFI
- Fall Out Boy
- Akon
- John Mayer
- Melissa Etheridge
- Alicia Keys
- Dave Matthews Band
- Kelly Clarkson
- Kanye West
- Bon Jovi
- The Smashing Pumpkins
- Roger Waters
- The Police med special gæst John Mayer og Kanye West

Præsentere:
- Kevin Bacon
- Leonardo DiCaprio
- Al Gore
- Dhani Jones
- Petra Nemcova
- Zach Braff
- Randy Jackson
- Rachel Weisz
- Jane Goodall
- Abigail og Spencer Breslin
- Rosario Dawson
- Robert Kennedy, Jr.
- Cameron Diaz
- Alec Baldwin

### National Mall(Usa)
- Blues Nation
- Garth Brooks
- Native Roots
- Yarina
- Trisha Yearwood

Præsentere:
- Al Gore

### Aussie Stadium(Australien)
- Blue King Brown
- Toni Collette & the Finish
- Sneaky Sound System
- Ghostwriters
- Paul Kelly
- Eskimo Joe
- Missy Higgins
- The John Butler Trio
- Wolfmother
- Jack Johnson
- Crowded House

Præsentere:
- Peter Garrett
- Jimmy Barnes
- Hamish & Andy
- Tim Ross
- Adam Spencer
- Ian Thorpe

### Coca Cola Dome(Syd Afrika)
- Danny K
- Angélique Kidjo
- Baaba Maal
- Vusi Mahlasela
- The Parlotones
- The Soweto Gospel Choir
- Joss Stone
- UB40
- Zola

Præsentere:
- Naomi Campbell
- DJ Suga

### Makuhari Messe(Japan)
- Genki Rockets
- RIZE
- Ayaka
- Ai Otsuka
- Ai
- Xzibit
- Abingdon Boys School
- Cocco
- Linkin Park
- Kumi Koda
- Rihanna

Præsentere:
- Ken Watanabe

### To-ji(Japan)
- Rip Slyme
- UA
- Bonnie Pink
- Michael Nyman
- Yellow Magic Orchestra

### HSH Nordbank Arena(Tyskland)
- Shakira med Gustavo Cerati
- Snoop Dogg
- Roger Cicero
- MIA.
- Sasha
- Stefan Gwildis
- Marquess
- Maria Mena
- Lila Downs
- Silbermond
- Michael Mittermeier
- Chris Cornell
- Enrique Iglesias
- Jan Delay
- Juli
- Katie Melua
- Lotto King Karl
- Mando Diao
- Reamonn med Ritmo Del Mundo
- Revolverheld
- Samy Deluxe
- Yusuf Islam/Cat Stevens

Præsentere:
- Katarina Witt
- Bianca Jagger
- Gülcan Karahanci

### Copacabana Beach(Brasilien)
- Xuxa
- Jota Quest
- MV Bill
- Marcelo D2
- Pharrell Williams
- O Rappa
- Macy Gray
- Jorge Ben Jor
- Lenny Kravitz

### Oriental Pearl Tower(Kina)
- Evonne Hsu
- Anthony Wong
- Soler
- Huang Xiao Ming
- 12 Girls Band
- Joey Yung
- Winnie Hsin
- Sarah Brightman
- Wang Xiao Kun
- Eason Chan
- Wang Chuang Jun
- Wang Rui
- Pu Ba Jia

### Rothera Research Station(Antarktis)
- Nunatak

|  | Infoboks uden skabelon Denne artikel har en infoboks dannet af en tabel eller tilsvarende. |